# Jugovo
Jugovo (en serbe cyrillique : Југово) est un village du nord du Monténégro, dans la municipalité de Pljevlja.

## Démographie

### Évolution historique de la population
| 1948 | 1953 | 1961 | 1971 | 1981 | 1991 | 2003 |
| ---- | ---- | ---- | ---- | ---- | ---- | ---- |
| 387  | 439  | 403  | 329  | 266  | 203  | 163  |